# Javier El-Hage
Carlos Javier El-Hage Guaristi (n. Santa Cruz de la Sierra, Bolivia, 1982) es un abogado boliviano, ex becario Fulbright y catedrático de derecho constitucional que ha publicado obras sobre el derecho internacional de inversiones y arbitraje, el derecho internacional de derechos humanos y el derecho constitucional comparativo. Actualmente, El-Hage es el Director Legal Internacional de Human Rights Foundation (HRF) -una organización de derechos humanos con sede en Nueva York- y es el director del HRF Center for Law and Democracy, en donde investiga y escribe sobre el derecho comparativo constitucional y el derecho internacional.

## Biografía
El-Hage tiene una maestría en Derecho Internacional de la Universidad de Columbia, y la Universidad Complutense de Madrid.
Ha dado charlas sobre temas de derecho internacional en instituciones como el Harvard Law School, el American Enterprise Institute, el Hudson Institute y el Centro Global para la Responsabilidad de Proteger de los Estados Unidos, la Fundación Armando Alvares Penteado de Brasil y la Universidad de CEMA de Argentina en América Latina.
Sus artículos han sido publicados en varias revistas, publicaciones y periódicos de los EE. UU., Europa y América Latina, entre ellos el Americas Quarterly, Forbes, The Wall Street Journal, el National Journal, Wired (Reino Unido), Semana de Colombia, El Universal de Venezuela, El Heraldo de Honduras, ABC Color de Paraguay, El Universo de Ecuador, La Estrella de Panamá, y El País de España; además de haber hecho apariciones en cadenas televisivas como CNN, Fox News Channel, Mega TV, NTN24 y Voice of America.
En agosto de 2006, luego de recibir su título en Derecho summa cum laude de la Universidad Privada de Santa Cruz de la Sierra, fue nombrado profesor de Derecho Constitucional, posición que ocupó hasta junio de 2008. También fue profesor visitante de la Universidad Andina Simón Bolívar y la Universidad de Aquino. En mayo de 2006, El-Hage escribió el libro titulado "Límites de Derecho Internacional para la Asamblea Constituyente: Democracia, Derechos Humanos, Inversiones Extranjeras y Control de Drogas", del cual se publicó una tercera edición en julio de 2007 por Konrad Adenauer Stiftung and Fundappac-Bolivia. El libro fue presentado como parte de un paquete de literatura legal relevante a todos los miembros de la Asamblea Constituyente de Bolivia (2007-2008). Como resultado esto, el autor fue invitado por parte de la Asamblea a dar su testimonio experto sobre el derecho de inversión internacional y el derecho internacional de derechos humanos.
En 2007, en reconocimiento a sus logros en el mundo académico, El-Hage recibió la beca Fulbright para desarrollo de educadores, a través de la cual, en 2009, obtuvo su maestría en derecho en la Universidad de Columbia. En 2010, El-Hage fue el autor de un influyente reporte de HRF titulado: "Los hechos y el derecho detrás de la crisis democrática en Honduras 2009-2010", el cual fue ampliamente citado por la Comisión de la Verdad y la Reconciliación en su reporte de 2011.
En 2011, El-Hage fue el autor de un amicus curiae de HRF que fue presentado ante la Corte Interamericana de Derechos Humanos sobre el caso de Leopoldo López Mendoza v. República Boliviariana de Venezuela. En 2011 y 2012, El-Hage participó como juez en el concurso de Simulacro de la Corte Interamericana de Derechos Humanos, organizada desde 1996 por el Washington College of Law de la American University.
Más recientemente, la investigación y publicaciones de El-Hage se han enfocado en la libertad del internet, derecho internacional de inversiones y arbitraje y los estándares interamericanos sobre la protección de la libertad de asociación, libertad de expresión y derechos políticos.

## Publicaciones
- El-Hage, Javier, Limites de Derecho Internacional para la Asamblea Constituyente: Democracia, Derechos Humanos, Inversiones Extranjeras y Control de Drogas (3a. Edición), Konrad Adenauer Stiftung [Bolivia].[29]
- El-Hage, Javier (traducción y prefacio), Introducción al Estudio del Derecho. Técnica, Decisión y Dominación, by Tercio Sampaio Ferraz Jr., Marcial Pons [Madrid, Barcelona, Buenos Aires].[30]
- El-Hage, Javier, Los hechos y el derecho detrás de la crisis democrática en Honduras 2009-2010, HRF Center for Law and Democracy [New York].[31]
- El-Hage, Javier (artículo), La protection des droits politiques en Amérique latine, en el libro "Le glaive et la balance. Droits de l'homme, justice constitutionnelle et démocratie en Amérique latine", by Arnaud Martin, L'Harmattan [Bordeaux, France].[32]
- El-Hage, Javier (artículo), How may tribunals apply the customary necessity rule to the Argentine cases? An analysis of ICSID decisions with respect to the interaction between article XI of the U.S.-Argentina BIT and the customary rule of necessity, en el libro Yearbook on International Investment Law & Policy 2011-2012, Karl P. Sauvant.[33]
- El-Hage, Javier (traducción), Economía Básica, Thomas Sowell, Deusto S.A. Ediciones [Madrid].[34]